# Parinari
Parinari is een geslacht uit de familie Chrysobalanaceae. De soorten uit het geslacht komen wereldwijd voor in de tropische gebieden.
Het geslacht Parinari behoort tot de familie Chrysobalanaceae en omvat verschillende soorten bomen en struiken die voornamelijk in tropische gebieden worden aangetroffen. Dit geslacht is interessant vanwege zijn ecologische en economische waarde. Sommige Parinari-soorten zijn bekend om hun eetbare vruchten, terwijl andere worden gewaardeerd voor hun hout of worden gebruikt in traditionele geneeskunde.
De vruchten van sommige Parinari-soorten zijn niet alleen een bron van voedsel voor de lokale bevolking, maar dienen ook als voedsel voor wilde dieren, wat bijdraagt aan de biodiversiteit van hun ecosystemen. Bovendien hebben bepaalde soorten medicinale eigenschappen die in verschillende culturen worden benut.
Het geslacht Parinari is divers, met soorten die variëren in grootte van kleine struiken tot grote bomen, en ze komen voor in verschillende habitats, van laagland regenwouden tot bergbossen.
Voorbeelden van soorten binnen dit geslacht zijn:
• Parinari excelsa: Bekend om zijn grote, houtige vruchten en wordt gevonden in West- en Centraal-Afrika. Het hout van deze boom wordt gebruikt in de timmerindustrie.
• Parinari capensis: Voorkomt in zuidelijk Afrika en wordt lokaal gebruikt voor zijn hout en vruchten.
• Parinari curatellifolia: Deze soort komt voor in delen van Afrika en staat bekend om zijn hardhout en eetbare vruchten.
Het onderzoek naar Parinari en andere soortgelijke geslachten draagt bij aan ons begrip van tropische ecosystemen en de potentiële economische toepassingen van deze planten. Het behoud van deze soorten en hun habitats is van cruciaal belang voor het behoud van de biodiversiteit en de voortdurende beschikbaarheid van de natuurlijke hulpbronnen die ze bieden.

## Soorten
- Parinari alvimii Prance
- Parinari anamensis Hance
- Parinari argenteosericea Kosterm.
- Parinari brasiliensis (Schott) Hook.f.
- Parinari campestris Aubl.
- Parinari canarioides Kosterm.
- Parinari capensis Harv.
- Parinari cardiophylla Ducke
- Parinari chocoensis Prance
- Parinari congensis Didr.
- Parinari congolana T.Durand & H.Durand
- Parinari costata (Korth.) Blume
- Parinari curatellifolia Planch. ex Benth.
- Parinari elmeri Merr.
- Parinari excelsa Sabine
- Parinari gigantea Kosterm.
- Parinari hypochrysea Mildbr. ex Letouzey & F.White
- Parinari insularum A.Gray
- Parinari klugii Prance
- Parinari leontopitheci Prance
- Parinari littoralis Prance
- Parinari maguirei Prance
- Parinari metallica Kosterm.
- Parinari montana Aubl.
- Parinari nonda F.Muell. ex Benth.
- Parinari oblongifolia Hook.f.
- Parinari obtusifolia Hook.f.
- Parinari occidentalis Prance
- Parinari pachyphylla Rusby
- Parinari papuana C.T.White
- Parinari parilis J.F.Macbr.
- Parinari parva Kosterm.
- Parinari parvifolia Sandwith
- Parinari prancei Kosterm.
- Parinari rigida Kosterm.
- Parinari rodolphi Huber
- Parinari romeroi Prance
- Parinari sprucei Hook.f.
- Parinari sumatrana (Jack) Benth.